# Junior Eurovisiesongfestival 2025
Het Junior Eurovisiesongfestival 2025 is de 23ste editie van het Junior Eurovisiesongfestival. Het vindt op 13 december plaats in Tbilisi, Georgië. Het wordt georganiseerd door de EBU en de Georgische omroep GPB.

## Locatie
Het festival vindt plaats in Tbilisi, Georgië. Het wordt voor de tweede keer in Georgië gehouden.

### Selectie gastland en locatie
In tegenstelling tot bij het Eurovisiesongfestival, heeft het winnende land niet automatisch het recht om te organiseren. Sinds 2011 heeft de winnaar wel de eerste keuze. Het is sindsdien dan ook slechts enkele keren voorgekomen dat het festival niet plaatsvond in het land dat een jaar eerder won.
Na de overwinning van Georgië op het Junior Eurovisiesongfestival 2024 had Georgië het recht verworven om het dit jaar te organiseren. De Georgische omroep GPB gaf vrijwel meteen aan daar interesse in te hebben. Een aantal maanden later begonnen de geruchten, dat het in Georgië ging worden gehouden, sterker te worden
Op 13 mei werd bekend dat het festival gehouden zal worden in de Georgische hoofdstad Tbilisi.

## Deelnemende landen
| Land            | Taal                            | Artiest                          | Lied                            |
| --------------- | ------------------------------- | -------------------------------- | ------------------------------- |
| Albanië         | Albanees                        | Kroni Pula                       | Fruta perime                    |
| Armenië         |                                 |                                  |                                 |
| Azerbeidzjan    |                                 |                                  |                                 |
| Cyprus          |                                 |                                  |                                 |
| Frankrijk       |                                 |                                  |                                 |
| Georgië         |                                 |                                  |                                 |
| Ierland         |                                 | Wordt bepaald op 26 oktober 2025 |                                 |
| Italië          | Wordt bepaald in september 2025 | Wordt bepaald in september 2025  | Wordt bepaald in september 2025 |
| Kroatië         |                                 | Marino Vrgoč                     |                                 |
| Malta           |                                 |                                  |                                 |
| Montenegro      |                                 |                                  |                                 |
| Nederland       | Nederlands en Engels            | Wordt bepaald op 20 september    | Wordt bepaald op 20 september   |
| Noord-Macedonië |                                 | Nela Mančeska                    |                                 |
| Oekraïne        | Wordt bepaald in oktober 2025   | Wordt bepaald in oktober 2025    | Wordt bepaald in oktober 2025   |
| Polen           |                                 | Marianna Kłos                    |                                 |
| Portugal        |                                 | Inês Gonçalves                   |                                 |
| San Marino      |                                 | Wordt bepaald in september 2025  |                                 |
| Spanje          |                                 | Gonzalo Pinillos                 |                                 |

## Wijzigingen

Deelnemende landen
Landen die in het verleden deelgenomen hebben, maar in 2025 afwezig zijn

### Terugkerende landen
- Azerbeidzjan - op 16 augustus 2025 werd bekend dat Azerbeidzjan zal terugkeren.[6] Het land deed voor het laatst mee in 2021.
- Kroatië - op 16 april 2025 werd bekend dat Kroatië zal terugkeren[12]. Het land deed voor het laatst mee in 2014.
- Montenegro - op 23 juni 2025 werd bekend dat Montenegro zal terugkeren.[14] Het land deed voor het laatst mee in 2015.

### Terugtrekkende landen
- Duitsland - op 7 maart 2025 werd bekend dat Duitsland zich terugtrekt. Hoewel niet bevestigd heeft dit waarschijnlijk te maken met een reorganisatie binnen de Duitse publieke omroep.[25]
- Estland - op 11 december 2024 werd bekend dat Estland zich terugtrekt vanwege bezuinigingen bij de Estische omroep ERR.[26]